# Babylon Berlin
Babylon Berlin este un serial de televiziune german inspirat din romanele polițiste de Volker Kutscher  și difuzat începând de pe 13 octombrie 2017 pe Sky 1, un canal de televiziune aparținând de Sky Deutschland. Prima carte din opera lui Volker Kutscher se numește Der Nasse Fisch („Peștele umed").
În Franța, serialul este difuzat începând de pe 27 august 2018 pe Canal + iar în Elveția de pe 5 ianuarie 2020 pe postul RTS 1. Serialul rămâne necunoscut in alte țări francofone.

## Rezumat
Acțiunea se petrece în 1929 sub Republica Weimar. Personajul principal este inspectorul de poliție Gereon Rath, care este transferat din orașul Köln la Berlin.
Dincolo de povestea polițistă propriu zisă, serialul este o frescă a societății berlineze, o descriere a vieții de zi cu zi a claselor sociale, începând cu lumea săracilor înghesuiți în blocuri mizerabile și până la clasele bogate trăind într-o lume de bunăstare și opulență. Babylon Berlin este de asemenea povestea nopților albe, trăite în ritm trepidant în cluburile de noapte ale Berlinului din " anii de aur ", spre exemplu, clubul Efti Moka ; în acelasi timp, serialul punctează anumite conflicte politice, care adesea au condus la asasinate. Unele dintre personaje aparțin unor grupuri politice din extrema stângă, altele visează să restabilească Imperiul German dinainte de 1918. Este pusă în evidență fragilitatea democrației germane din acea vreme (Republica Weimar).

## Distribuție
- Volker Bruch : comisarul Gereon Rath, veteran din primul război mondial și politist mai intai in Koln iar apoi in Berlin, prietenul familiei Konrad Adenauer. Rath se straduie sa impace in el insusi, credinta catolica si iubirea pentru Helga Rath, cumnata lui. Rath sufera de sindromul stresului post-traumatic (TSPT), provocat de sentimentul de culpabilitate de a supravietui razboiului, in timp ce fratela sau, Anno Rath este declarat disparut in front.  Gereon se trateaza singur , in secret, cu morfina, cand are crize puternice de stress.
- Liv Lisa Fries : Charlotte  sau« Lotte » Ritter, tânără îndrăzneață de 23 ani. Locuieste împreună cu familia ei intr-un apartament sărăcăcios din Wedding, in nord-vestul Berlinului. E angajată administrativă a serviciului de politie  unde clasează fotografii ale victimelor de crime, pentru Departamentul de anchete criminale, condus de Ernst Gennat. Ocazional, ea se prostitueaza in subsolul cabaretului Moka Efti. Aspiră sa devină prima femeie detectivă din istoria poliției Berlinului.
- Peter Kurth  : comisarul Bruno Wolter, colegul lui Gereon Rath. In spatele unei aparențe de om simpatic si amabil, obține favoruri sexuale de la prostituatele fără permis ( care practica ilegal) si  poate ucide cu sânge rece colegi polițisti.Totuși, se dovedește înțelegător și se comportă delicat cu Charlotte Ritter, consolând-o si plătindu-i cheltuielile la inmormantarea mamei acesteia.
- Matthias Brandt  : August Benda, seful politiei politice din Berlin. E un evreu social-democrat, anchetator tenace si fervent aparator al Republicii lui Weimar.E detestat de monarhiști, de comuniști si de naziști.  De mulți ani, duce o anchetă pentru a disloca o presupusă armată secretă care violează acordurile Tratatului de la Versaille din 1919. O numește, această armată din umbră, Schwarze Reichswehr ( Reichswehr neagră) și consideră că, dacă nu va fi oprită la timp, membrii ei vor răsturna Republica și vor scufunda Europa intr-un alt razboi mondial. Personajul este inspirat de Bernard Weiss.
- Leonie Benesch : Greta Overbeck, prietena din copilarie a Charlottei Ritter și angajată servitoare la familia Benda. Greta e manipulată de nazisti care o pun sa-l omoare pe Benda, ascunzând o bombă la el în birou.
- Ernst Stötzner : genralulul major Kurt Seegers, membru al Statului Major al armatei germane. A fost superiorul lui Bruno Wolter în timpul primului razboi mondial. El creeaza în secret o armată mare si puternică pentru Germania, grație utilizării bazelor militare secrete si uzinelor de armament din Uniunea Sovietică. Acțiunile sale, în ciuda faptului ca ele contituie o violare a Tratatului de la Versaille, sunt cunoscute si aprobate de către  președintele german Paul von Hindenburg și de către jumătate din "Reichstag »; el ordonează uciderea agenților și jurnaliștilor care se aproprie prea mult de activitățile sale secrete. El este șeful unei lovituri de stat urdită pentru a răsturna Republica și pentru a aresta pe toți oamenii politici care se opun, toate în scopul de a reinstaura puterea imperiala.
- Denis Burgazliev : Colonel Trochine, diplomat sovietic  și ofițer în cadrul poliției secrete a lui  Stalin. Sub oridnele superiorilor, el sechestrează, torturează și asisinează pe presupușii opozanți stalinieni ai comunității sovietice din Berlin. Cu ajutorul Charlottei Ritter, Gereon Rath face legatura între Trochine, personalul ambasadei sovietice și asasinatele celor 15 troțchiști, găsiți într-o groapă comuna din pădure, cât și cu tortura și uciderea celui de-al șaisprezecelea troțchist găsit în apele Landwehrkanal.Grație acestor dovezi, Benda șantajează pe Trochine, căci deși Tochine beneficiază de imunitatea diplomlatică, Trochine știe că Stalin îl va tortura și-l va executa pentru greșala lui. Pentru a scăpa, fură dovezile complicității între Uniunea Sovietică și  « Reichswehr neagră », și le dă lui Rath și lui Benda.
- Severija Janušauskaitė : contesa Svetlana Sorokina, imigrantă rusoaică . Este în acelasi timp solistul travestit  Nikoros în cabaretul Moka Efti și spioana poliției secrete rusești. Este amanta ascunsă a lui Alexei Kardakov și a lui Alfred Nyssen.
- Hannah Herzsprung  : Helga Rath, are o relatie de iubire, în secret, de mai bine de zece ani cu Gereon Rath. Este văduva lui Anno Rath, fratele lui Gereon, dispărut în război.
- Ivan Shvedov : Alexei Kardakov, refugiat rus anti-stalinian și șef al cellulei trotskiste în  « Fortăreața roșie» din Berlin.
- Lars Eidinger  : Alfred Nyssen,patronul unei industrii de armament, avand numeroase relații cu armata. Dupa cum a spus într-o discuție cu Benda, el consideră Republica o aberație si absența monarhiei o rușine pentru Germania.
- Joachim Paul Assböck: Major Beck, membru al  « Reichswehr neagră ».
- Anton von Lucke:  Stephan Jänicke, tânăr detectiv în poliția berlineză, însărcinat de Benda cu o anchetă asupra comisarului Bruno Wolter și a legăturilor acestuia cu "Reichswehr neagră ».
- Mišel Maltiec:  Edgar "armeanul"»,proprietarul cabaretului Moka Efti și șeful unei rețele criminale. Este un gangster întotdeuna îmbracat impecabil, dar nemilos și cu principii riguroase.  Pretinde a fi stăpânul poliției și obține întotdeuna ceea ce vrea prin intimidare și șantaj.  Cu toate acestea, din motive personale și misterioase, îl protejează în secret pe Gereon Rath.

## Fișă tehnică
Este unul dintre cele mai scumpe seriale de istoria televiziunii, costând aproape 40 de milioane de dolari. A fost regizat de Tom Tykwer, Hendrik Handloegten și Achim von Borries, care au scris și scenariile.

## Episoade
Au fost turnate trei sezoane, în total 28 de episoade.

### Primul sezon (2017)
Conține 8 episoade fără titlu, numerotate de la 1 la 8.

### Al doilea sezon (2018)
Conține 8 episoade, difuzate imediat după premieră, între 10 noiembrie și 1 decembrie 2017.

### Al treilea sezon (2020)
Filmările pentru acest sezon , de 12 episoade,  s-au încheiat în mai 2019  . Difuzarea pe Sky Deutschland a fost anunțată pentru 24 ianuarie 2020  . Pentru ARD, este așteptat în toamna anului 2020. În Franța, al treilea sezon este difuzat începand de pe 6 iulie 2020, pe Canal + iar in Elvetia începand de pe 17 ianuarie 2021, pe RTS 1.

### Al patrulea sezon
Regizorul german Tom Tykwer a confirmat, pe 15 iulie 2020, la Berlin, că al IV-ea sezon a fost comandat, dar că filmările se confruntă cu constrângerile crizei sanitare legate de pandemia COVID-19 . Este probabil ca turnajul să fie amânat până în 2021 .

## Coloana sonoră
Pe lângă muzica epocii respective, piesa [[{{{2}}}]]⁠([[:Dance Away:{{{2}}}|Dance Away]])[Away&page=%7B%7B%7B2%7D%7D%7D&targettitle=%7B%7B%7B2%7D%7D%7D traduceți] , din albumul Manifesto din 1979 de Roxy Music, este difuzată ocazional în fundal (aranjat și adaptat stilului jazz din anii 1920 ). Cântărețul britanic Bryan Ferry al grupului Roxy Music, apare în al doilea sezon, ca interpret de cabaret, interpretând Reason or Rhyme, din albumul [[{{{2}}}]]⁠([[:Olympia (album de Bryan Ferry):{{{2}}}|Olympia (album de Bryan Ferry)]])[(album de Bryan Ferry)&page=%7B%7B%7B2%7D%7D%7D&targettitle=%7B%7B%7B2%7D%7D%7D traduceți]  .
Actrița lituaniană Severija Janušauskaitė, în rolul Svetlanei Sorokina, și deghizată în cântăreață de sex masculin Nikoros, cântă tema principală " Zu Asche, Zu Staub ' din serial, în cabaretul Moka Efti. Acest cântec a fost produs muzical sub pseudonimul " Severija „  .

## Locații de filmare
Un nouă gamă de decoruri permanente a fost construit pentru serial,  inStudio Babelsberg din Potsdam, reprezentând părți din multe cartiere ale Berlinului, inclusiv exteriorul Moka Efti, în [[{{{2}}}]]⁠([[:Nouvelle rue de Berlin (décor de film):{{{2}}}|Nouvelle rue de Berlin (décor de film)]])[rue de Berlin (décor de film)&page=%7B%7B%7B2%7D%7D%7D&targettitle=%7B%7B%7B2%7D%7D%7D traduceți] . Decorurile rămân pregatite pentru sezoanele viitoare ale seriei, precum și pentru alte producții. Acest set de decoruri (adaptabil și modificabil în funcție de necesități), și cunoscut sub numele de „ Metropolitan Backlots ”, a fost folosit în peste 350 producții de filme  .

Serialul a fost filmat la Berlin și în alte locații din Germania. Multe scene au fost filmate pe Alexanderplatz în fața istoricului Alexanderhaus . Sediul poliției, situat chiar în spatele acestuia, și alte clădiri din jur, au fost distruse în timpul celui de-al doilea război mondial . Pentru serial, acestea au fost recreate digital. Pentru majoritatea scenelor a fost folosită  Primăria din Berlin , în prim-plan arătând exteriorul fostului sediu al poliției din Berlin supranumit Castelul Roșu ( Die Rote Burg ), datorită asemanarii cu sediul politiei in privinta caramizii rosii si a stilului arhitectural.  Scenele din lifturile pater noster au fost filmate la Maison de la Radio. Scenele interioare din Moka Efti au fost filmate în fostul cinematograf Kino Delphi din Weißensee din Berlin. Alte scene au fost filmate pe Insula Muzeelor din Berlin și stația de metrou Hermannplatz ( [[{{{2}}}]]⁠([[:Émeutes de mai 1929 à Berlin:{{{2}}}|Émeutes de mai 1929 à Berlin]])[de mai 1929 à Berlin&page=%7B%7B%7B2%7D%7D%7D&targettitle=%7B%7B%7B2%7D%7D%7D traduceți] ) din Neukölln din Berlin, precum și în Biserica luterană a Sfântului Mântuitor de pe Havel din Potsdam. Scenele de pe proprietatea familiei Nyssen au fost filmate la Castelul Drachenburg din Renania . Scenele feroviare care prezintă un tren cu aburi au fost filmate la Muzeul Căilor Ferate Bavareze din Nördlingen  .

Quelques lieux de tournage
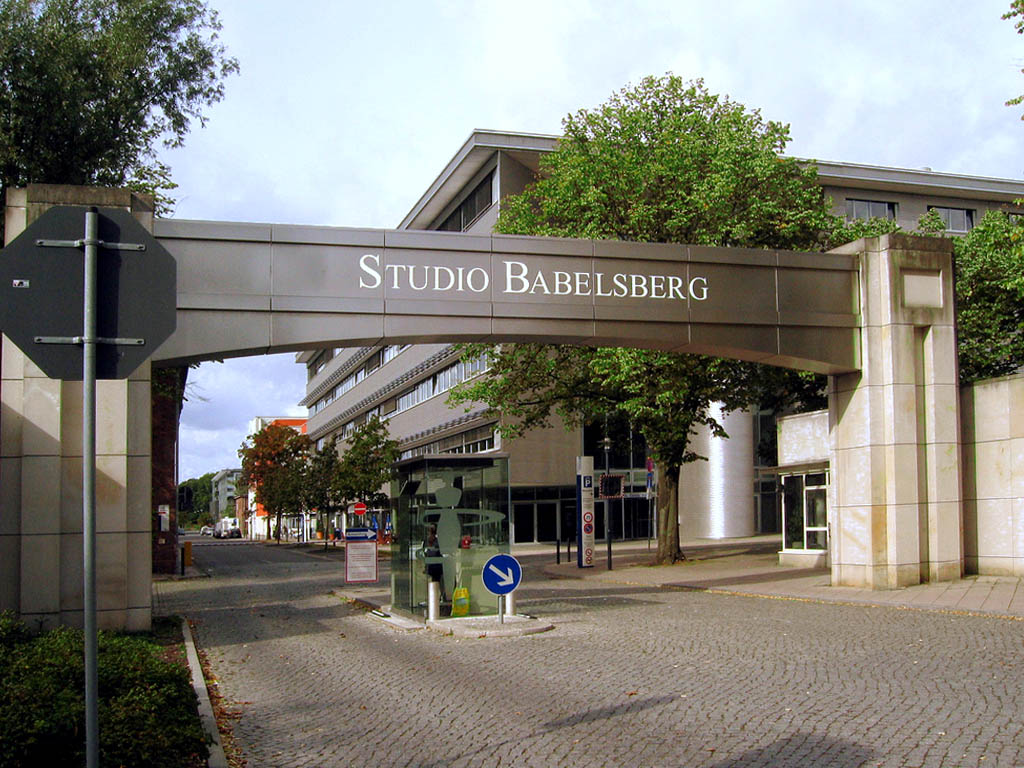
Studio Babelsberg din Potsdam
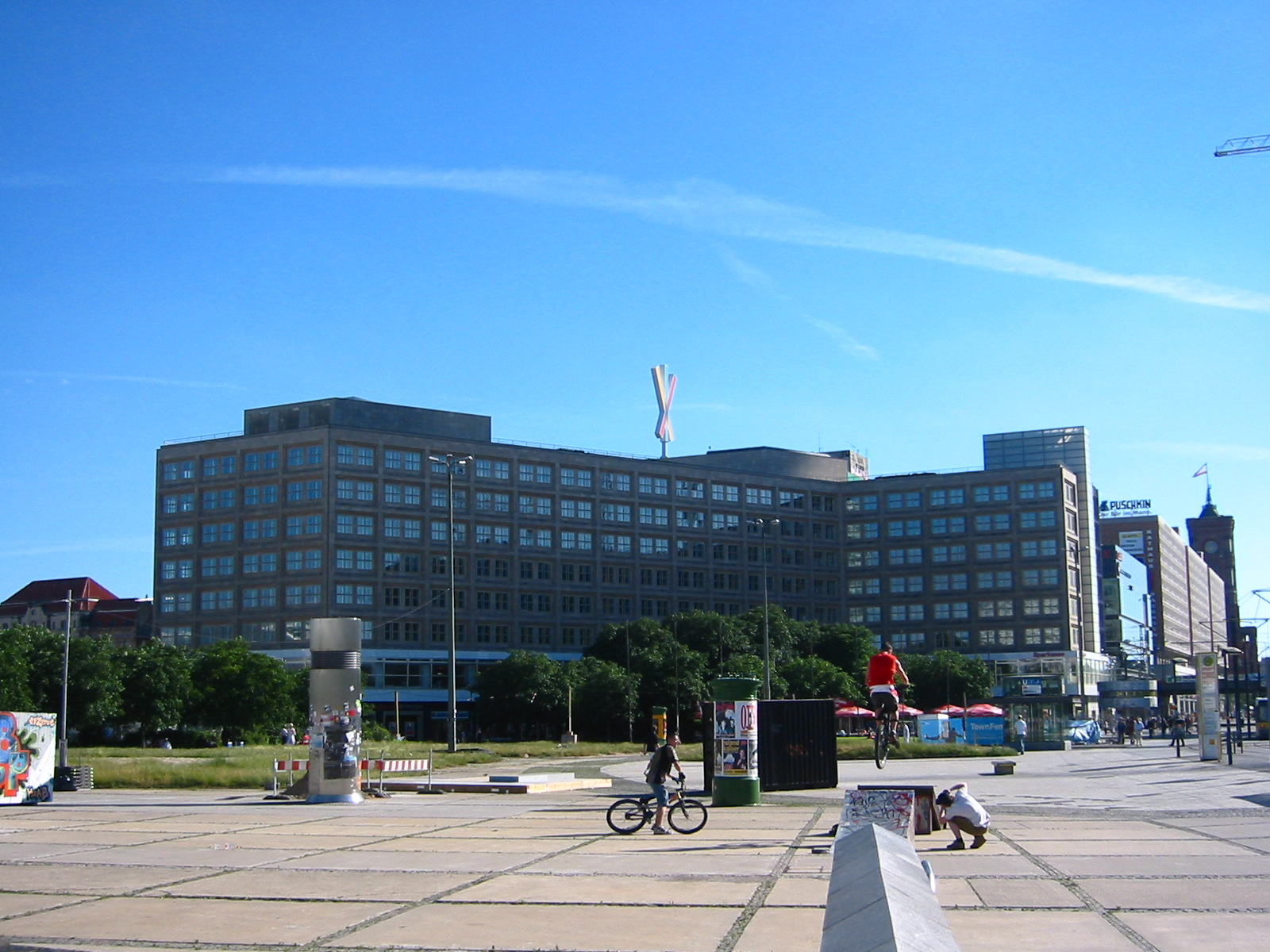
Alexanderhaus pe Alexanderplatz din Berlin-Mitte
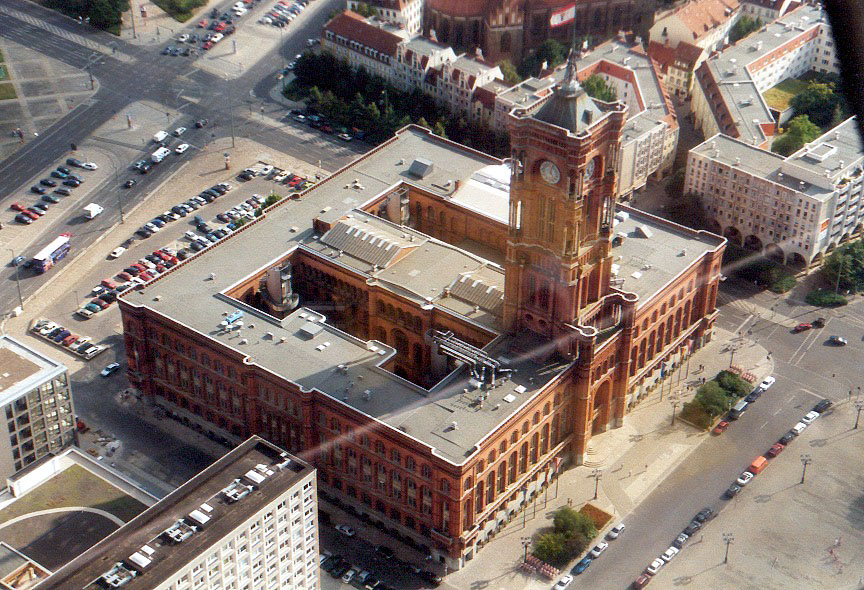
Primăria Berlinului
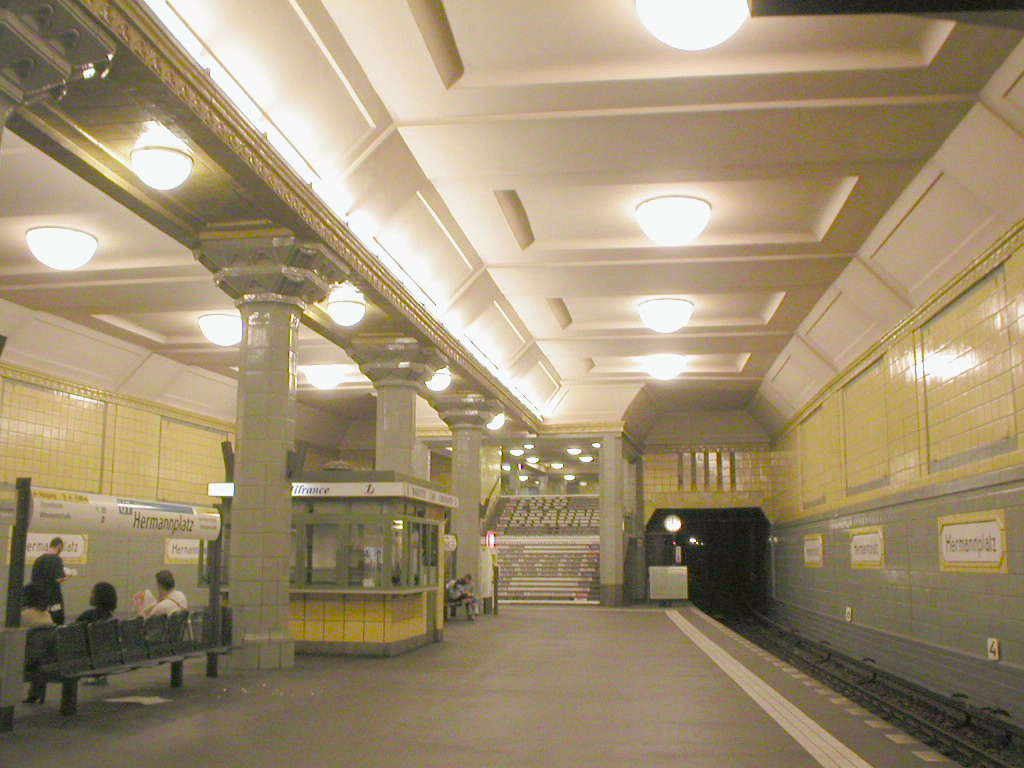
Stația de metrou Hermannplatz din Berlin-Neukölln
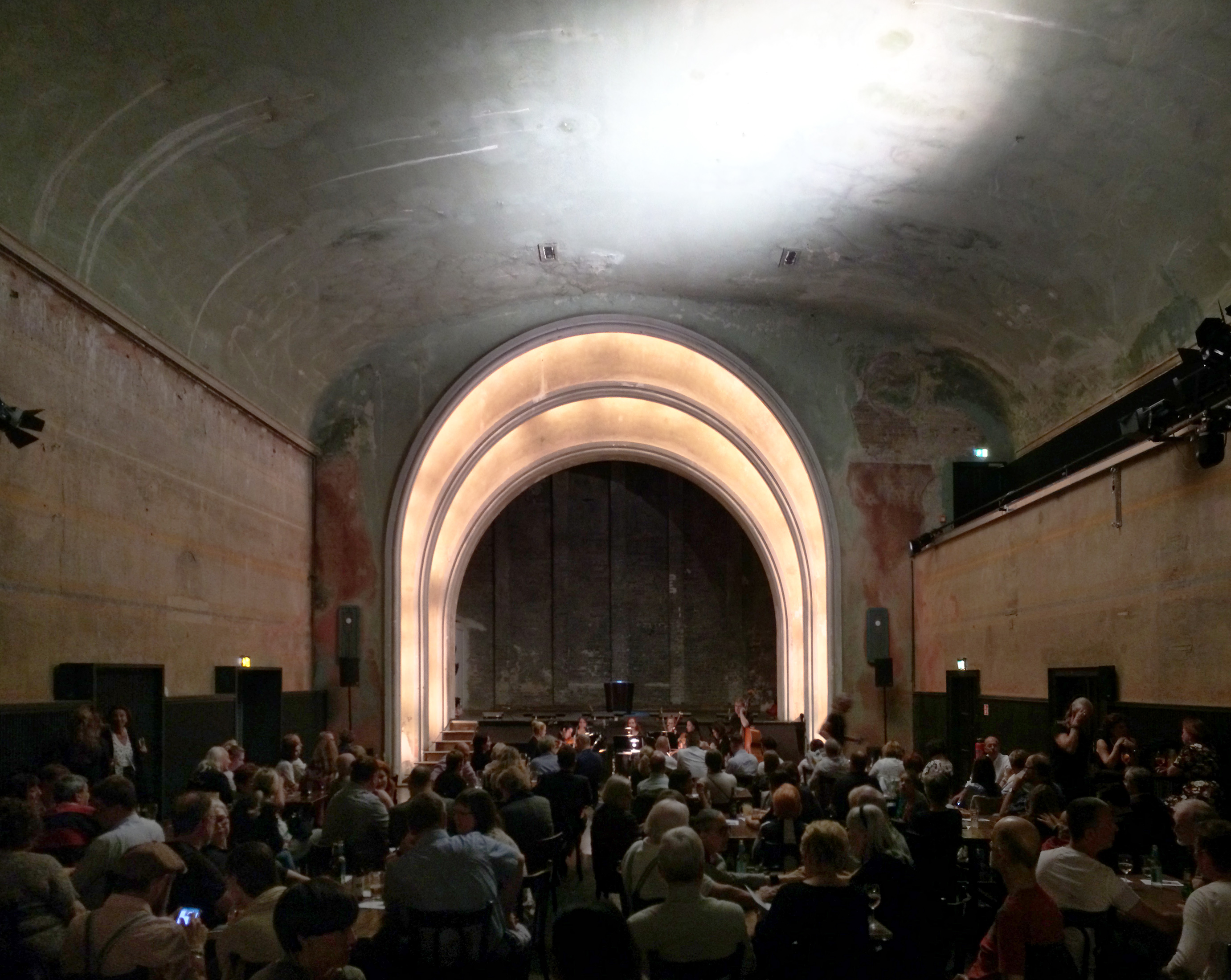
Fostul cinematograf Kino Delphi din Berlin-Weißensee, pentru scenele interioare din Moka Efti
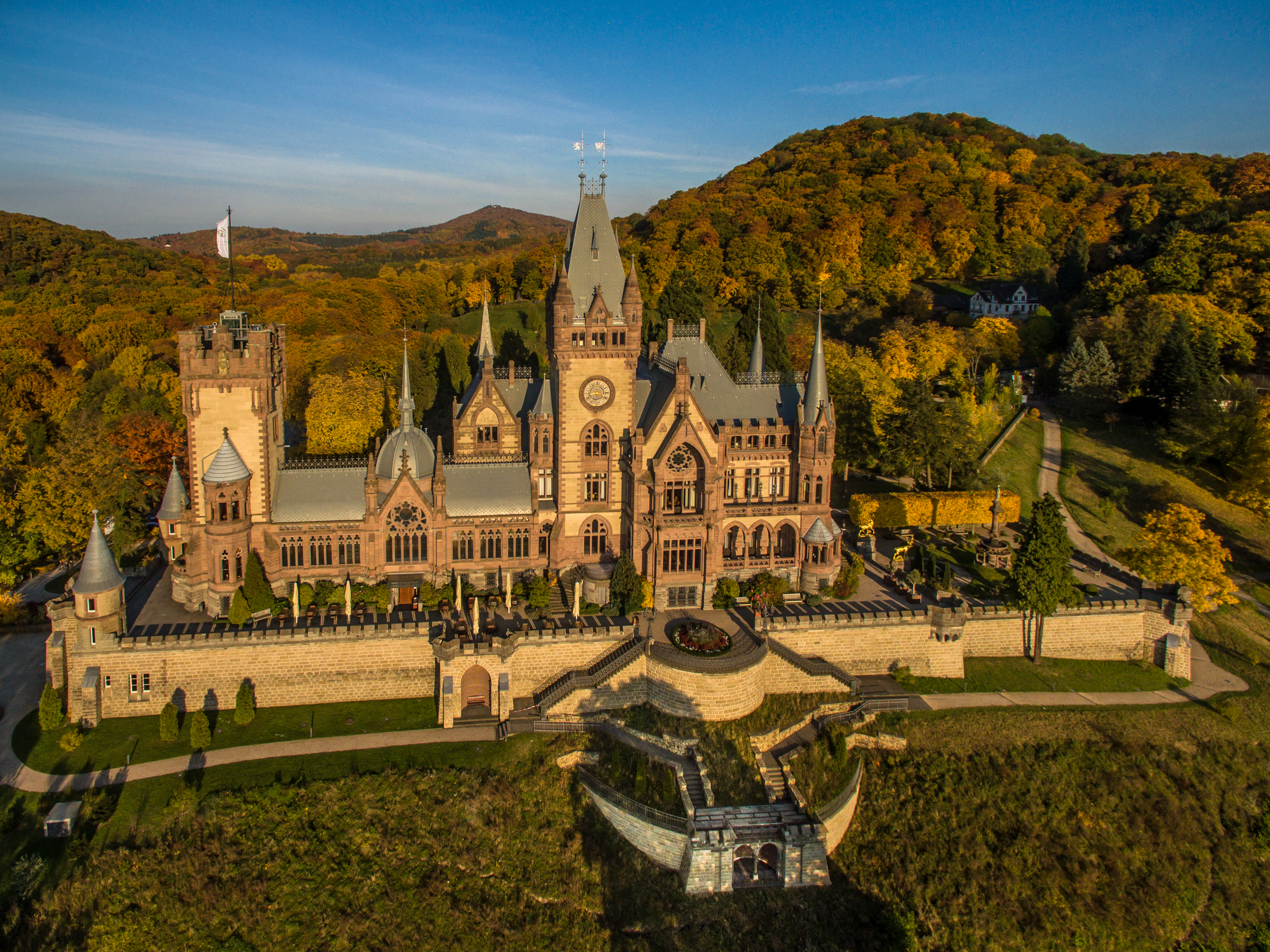
Castelul Drachenburg din Renania
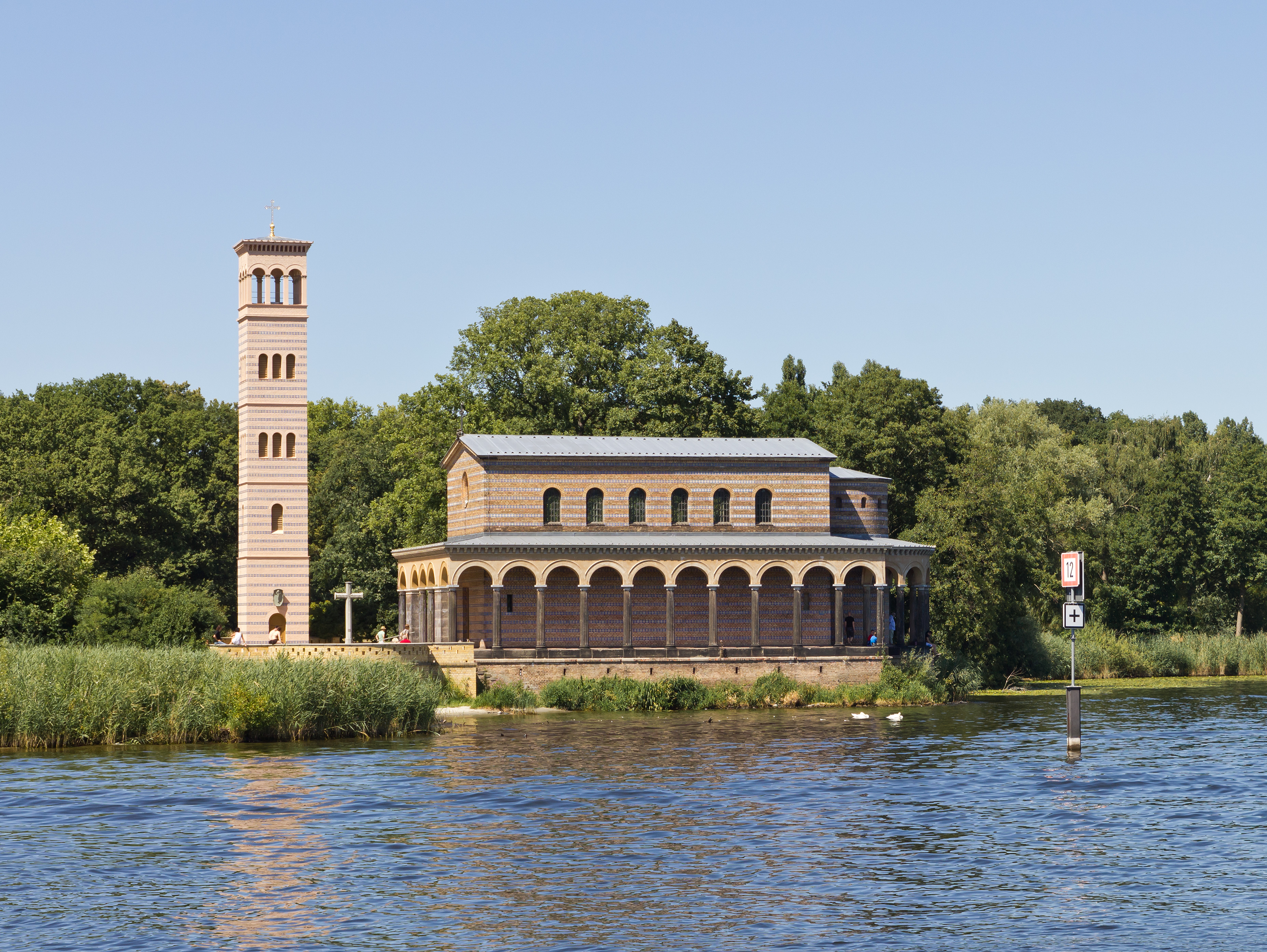
Biserica Sf. Mântuitor din Potsdam

## Anacronisme
Trenul luat ostatic în primul episod este tractat de o locomotivă cu aburi BR 52 care nu a fost fabricată până în 1942. Cea care a fost utilizată pentru serie este o versiune modernizată în anii 1960  .
De mai multe ori, tramvaiele din Berlin sunt prezentate cu pantografe . Rețeaua de tramvaie din Berlin, în forma sa actuală, datează după sfârșitul celui de-al doilea război mondial, când a fost reconstruită. Tramvaiele istorice fiind păstrate, au fost modificate între 1949 și 1955 pentru a putea circula pe noua rețea a orașului. Acum folosesc pantografe în locul sistemului anterior de stâlpi de cărucior  .
Potrivit lui Tom Tykwer, s-a presupus că [[{{{2}}}]]⁠([[:Berolinahaus:{{{2}}}|Berolinahaus]])[traduceți]  caldirile Beerolinahaus si iar Alexanderhaus ale arhitectului  Peter Behrens (recreat digital în serie) existau în 1929 pe Alexanderplatz. De fapt, construcția lor nu a început doar in 1929/1930, si se incheie în 1932  .
În sezonul 2, Serviciul secret sovietic folosește pistoale Tokarev. Această armă a fost proiectată în 1929/1930 pentru modelul TT30. O primă comandă a fost făcută în februarie 1931; TT33, cel mai comun model care este de fapt o versiune simplificată, a fost pus în funcțiune la începutul anului 1934  .

## Recepție
Spectatorii îi acordă un scor de 4,2 / 5 pe site-ul Allociné.

## Premii
- 2018 : Premiul TV german
  - la categoria Cel mai bun serial dramatic
  - în categoria Cea mai bună cinematografie pentru Frank Griebe, Bernd Fischer și Philipp Haberlandt
  - în categoria Cea mai bună muzică pentru Johnny Klimek și Tom Tykwer
  - în categoria Cele mai bune echipamente pentru Pierre-Yves Gayraud (costume) și Uli Hanisch (design de producție)
- 2018 : Camera de Aur
  - în categoria Cel mai bun actor german pentru Volker Bruch
- 2018 : Ceremonia Romy, (Austria)
  - Evenimentul TV al anului
- 2018 : Preț TV bavareză
  - Pret special
- 2018 : Festivalul internațional de televiziune din Shanghai
  - Premiul Magnolia Cel mai bun serial de televiziune străin
- 2018 : Premiile internaționale de dramă din Seul - Daesang
  - Marele Premiu
- 2018 : [[{{{2}}}]]⁠([[:Académie allemande de télévision:{{{2}}}|Académie allemande de télévision]])[allemande de télévision&page=%7B%7B%7B2%7D%7D%7D&targettitle=%7B%7B%7B2%7D%7D%7D traduceți]
  - Premiu la categoria Costum pentru Pierre-Yves Gayraud
  - Premiu la categoria Mascare pentru Heiko Schmidt, Kerstin Gaecklein și Roman Braunhofer (Mască pentru efecte speciale)
  - Premiul pentru categoria de muzică pentru Tom Tykwer și Johnny Klimek
  - Premiu la categoria de cascadorii pentru Dani Stein
  - Premiu la categoria VFX / Animație pentru Robert Pinnow
- în 2018 : Premiul Grimme
  - pentru organizarea și distribuția seriei [8] .